# Flugplatz Zell am See

i7
i11
i13
Der Flugplatz Zell am See (ICAO-Code: LOWZ) ist ein österreichischer Flugplatz im Gemeindegebiet der Stadt Zell am See.
Auf diesem Flugplatz dürfen Flugzeuge bis maximal 5,7 Tonnen Gesamtgewicht landen. Am Flugplatz ist der Rettungshubschrauber Alpin-Heli 6 des Betreibers ÖAMTC/SHS stationiert.

## Geschichte
In den Jahren 1997 bis 2002 wurde der Flugplatz erheblich umgestaltet und insgesamt in südliche Richtung verlegt:
Im Jahre 1997 wurde die neue, nach Süden verlegte und neu ausgerichtete Start- und Landebahn 08/26 eröffnet, die alte Landebahn wurde aufgelassen. Sie wird heute teilweise als Parkplatz benutzt. Im September 2002 wurde das ebenfalls nach Süden versetzte neue Flughafengebäude mitsamt den neuen Flugbetriebsflächen eingeweiht. 2008 wurde eine Erweiterung des Flugplatzes auf einen Flughafen für Maschinen mit bis zu 45 Sitzplätzen vorgeschlagen. Dieser Vorschlag wurde aber wieder verworfen.
Im Herbst 2017 wurden die Arbeiten für eine Verlängerung der Piste um ca. 120 Meter begonnen und am 3. Juli 2018 wurde die verlängerte Piste mit 780 Metern in Betrieb genommen.

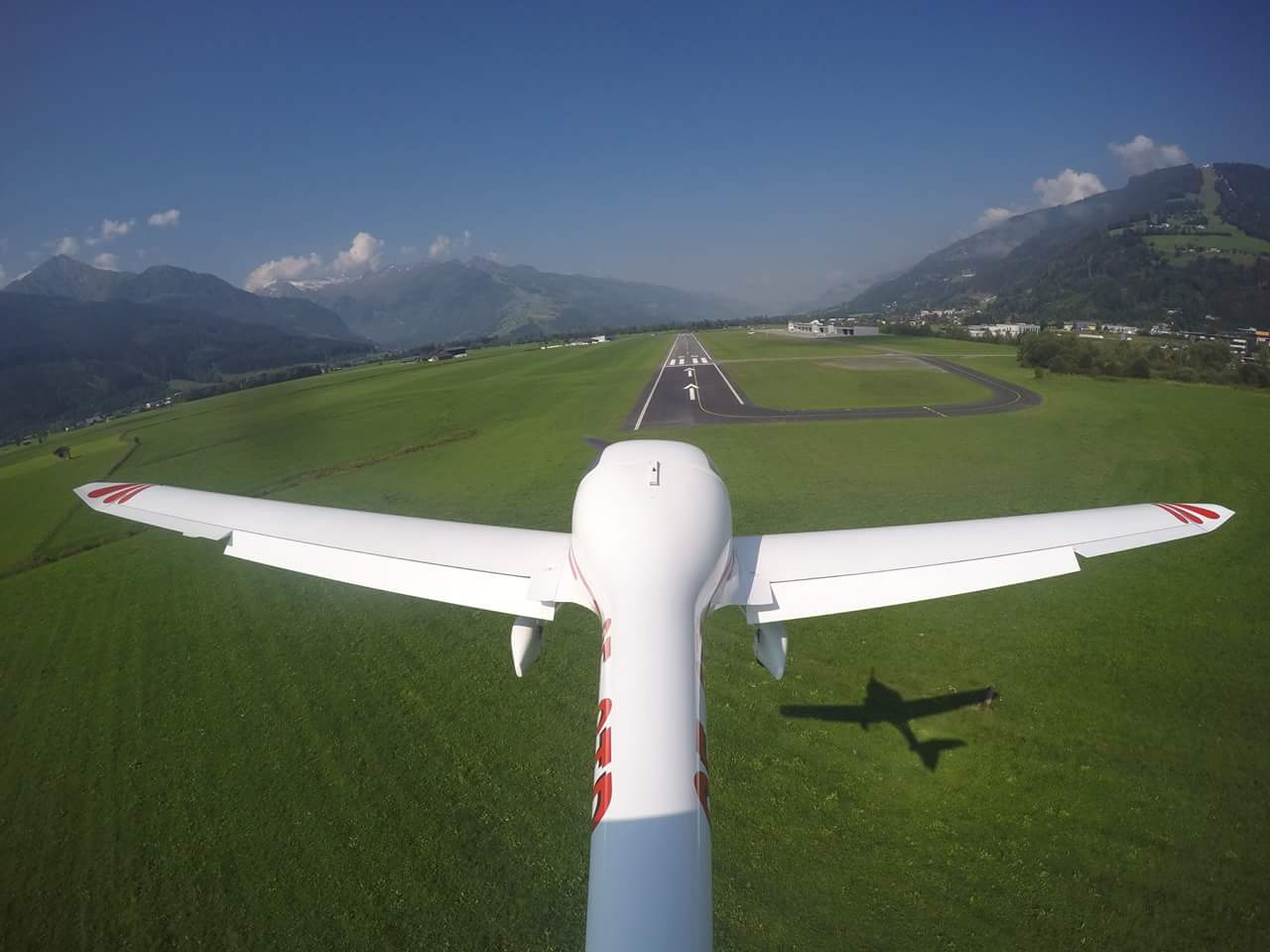
Anflug von Osten auf die Piste 26

## Segelflug
Am Flugplatz sind eine Segelflugschule und mehrere Segelflugvereine beheimatet. Zusätzlich zur Asphaltbahn existiert ein gesonderter paralleler Segelfluglandestreifen (Grasbahn). Der Flugplatz Zell am See ist sowohl Einstiegsmöglichkeit für das als Pinzgauer Spaziergang bezeichnete Streckenflugrevier im Oberpinzgau als auch für Leewellenflüge am Alpenhauptkamm.

## Zwischenfälle
- Am 17. Oktober 1998 kam eine mit 19 Fallschirmspringern und zwei Besatzungsmitgliedern besetzte Absetzmaschine des Typs Short Skyvan beim Abheben in eine unkontrollierte Fluglage und prallte an die Böschung der westlich des Flugplatzes vorbeiführenden Kaprunerstraße. Dabei wurde das Flugzeug zerstört, 17 Passagiere wurden leicht verletzt, zwei schwer.[5]
- Im näheren Umfeld des Flugplatzes ereignete sich am 5. März 2007 eine folgenschwere Kollision, als ein am Flugplatz kurz zuvor gestartetes Leichtflugzeug Diamond DA20 in der Platzrunde mit einem etwa gleichzeitig unweit des Flugplatzes gestarteten Transporthubschrauber des Typs AS 332 Super Puma kollidierte, wobei acht Personen ums Leben kamen.[6]
- Am 28. August 2011 kollidierten unmittelbar vor der Landeschwelle eine Cessna 150 und ein Motorsegler Diamond HK36 Super Dimona, die sich beide im Landeanflug befanden. Vier Personen wurden tödlich verletzt.[7]
- Am 10. Juli 2016 startete ein aus Tschechien kommendes Flugzeug vom Typ Piper PA-28 161 zum Rückflug, konnte jedoch nicht genügend Höhe gewinnen, setzte hinter der Startbahn auf der Wiese auf und kollidierte mit einem Graben. Vier Personen wurden schwer verletzt, der Sicherheitspilot verstarb später im Krankenhaus.[8][9]
- Eine vom Flugplatz Bonn/Hangelar kommende Cirrus SR22 kollidierte am 21. Dezember 2019 beim Landeanflug in unsichtigen Wetter mit einem Berghang bei der Ortschaft Fischhorn der Gemeinde Bruck. Der Pilot verstarb an der Unfallstelle, ein verletztes Kind später im Krankenhaus, ein Kind überlebte schwerverletzt.[10][11]